# ساری‌نصیرلو
ساری‌نصیرلو( عباس )روستایی است که در استان اردبیل، شهرستان گرمی، بخش مرکزی، دهستان اجارود شمالی قرار دارد.

## جمعیت
بر اساس سرشماری سال ۱۳۸۵ جمعیت این روستا ۲۶۴ نفر با ۴۰ خانوار بوده‌است.